# Donal Logue
Donal Francis Logue (født 27. februar 1966) er en canadisk-amerikansk film- og tv-skuespiller. Han har spillet rollen som Sean Finnerty sitcommen Grounded for Life (2001-05), og detektiv Harvey Bullock Gotham (2014-19). Han er også kendt for at spille sygeplejerske Chuck Martin i Skadestuen (2003-05), Lee Toric i Sons of Anarchy (2012-13), Horik i Vikings (2013-14), og rollen som løjtnant (senere kaptajn) Declan Murphy i Law & Order: Special Victims Unit (2014–15).
Logues film inkluderer roller i Sneakers (1992), Gettysburg (1993), Little Women (1994), Jerry Maguire (1996), Blade (1998), The Patriot (2000), American Splendor (2003), Zodiac (2007), The Cloverfield Paradox (2018), and Resident Evil: Welcome to Raccoon City (2021).
Han modtoge Sundance Film Festival's Special Jury Prize for sin rolle i The Tao of Steve (2000).

## Filmografi

### Film
| År   | Titel                                  | Rolle                    | Noter                               |
| ---- | -------------------------------------- | ------------------------ | ----------------------------------- |
| 1991 | Medusa: Dare to be Truthful            | Shane Pencil             |                                     |
| 1992 | Sneakers                               | Dr. Gunter Janek         |                                     |
| 1993 | Gettysburg                             | Capt. Ellis Spear        |                                     |
| 1994 | Disclosure                             | Chance Geer              |                                     |
| 1994 | Little Women                           | Jacob Mayer              |                                     |
| 1995 | Baja                                   | Alex                     |                                     |
| 1995 | Miami Rhapsody                         | Derek                    |                                     |
| 1995 | 3 Ninjas Knuckle Up                    | Jimmy                    |                                     |
| 1996 | Winterlude                             | Chris Hampson            | Short film                          |
| 1996 | The Grave                              | Cletus                   |                                     |
| 1996 | Eye for an Eye                         | Tony                     |                                     |
| 1996 | Diabolique                             | Video Photographer #1    |                                     |
| 1996 | Dear God                               | Webster                  |                                     |
| 1996 | Jerry Maguire                          | Rick, Junior Agent       |                                     |
| 1997 | The Size of Watermelons                | Gnome                    |                                     |
| 1997 | Metro                                  | Earl                     |                                     |
| 1997 | Glam                                   | Tom Stone                |                                     |
| 1997 | Men with Guns                          | Goldman                  | Also co-executive producer          |
| 1997 | First Love, Last Rites                 | Red                      |                                     |
| 1998 | Blade                                  | Quinn                    |                                     |
| 1998 | A Bright Shining Lie                   | Steven Burnett           |                                     |
| 1998 | The Thin Red Line                      | Marl                     | Uncredited                          |
| 1999 | Runaway Bride                          | Father Brian Norris      |                                     |
| 1999 | The Big Tease                          | Eamonn                   |                                     |
| 2000 | The Tao of Steve                       | Dex                      |                                     |
| 2000 | The Million Dollar Hotel               | Charley Best             |                                     |
| 2000 | Reindeer Games                         | Pug                      |                                     |
| 2000 | Steal This Movie                       | Stew Albert              |                                     |
| 2000 | Takedown                               | Alex Lowe                |                                     |
| 2000 | The Opportunists                       | Pat Duffy                |                                     |
| 2000 | The Patriot                            | Dan Scott                |                                     |
| 2001 | The Château                            | Sonny                    |                                     |
| 2002 | Comic Book Villains                    | Raymond McGillicudy      | Also co-producer                    |
| 2003 | Confidence                             | Officer Lloyd Whitworth  |                                     |
| 2003 | American Splendor                      | Stage Actor Harvey       |                                     |
| 2003 | Two Days                               | Ray O'Connor             |                                     |
| 2005 | Tennis, Anyone...?                     | Danny Macklin            | Also director, producer, and writer |
| 2005 | Just Like Heaven                       | Jack Houriskey           |                                     |
| 2006 | Jack's Law                             | Buzz                     | Uncredited                          |
| 2006 | The Groomsmen                          | Jimbo                    |                                     |
| 2006 | The Reef                               | Troy (voice)             | English-language dub                |
| 2006 | Citizen Duane                          | Uncle Bingo              |                                     |
| 2006 | Almost Heaven                          | Mark Brady               |                                     |
| 2006 | The Ex                                 | Don Wollebin             |                                     |
| 2007 | The Good Life                          | Daryll                   |                                     |
| 2007 | Ghost Rider                            | Mack                     |                                     |
| 2007 | Zodiac                                 | Ken Narlow               |                                     |
| 2007 | Purple Violets                         | Chazz Coleman            |                                     |
| 2008 | No Place Like Home                     | Uncle Eddie              | Short film                          |
| 2008 | Max Payne                              | Alex Balder              |                                     |
| 2009 | The Lodger                             | Joe Bunting              |                                     |
| 2010 | Charlie St. Cloud                      | Tink Weatherbee          |                                     |
| 2011 | Shark Night 3D                         | Sheriff Greg Sabin       |                                     |
| 2011 | Oliver Sherman                         | Franklin Page            |                                     |
| 2012 | The Reef 2: High Tide                  | Troy / Thornton (voices) | English-language dub                |
| 2012 | Kill for Me                            | Garret Jones             |                                     |
| 2012 | Silent Night                           | Santa Jim Epstein        |                                     |
| 2013 | CBGB                                   | Merv Ferguson            |                                     |
| 2015 | The Intruders                          | Jerry Halshford          |                                     |
| 2018 | The Cloverfield Paradox                | Mark Stambler            | [ 2 ] [ 3 ]                         |
| 2021 | Sometime Other Than Now                | Sam                      |                                     |
| 2021 | All My Puny Sorrows                    | Jake Von Riesen          |                                     |
| 2021 | Resident Evil: Welcome to Raccoon City | Chief Brian Irons        |                                     |
| 2023 | Door Mouse                             | Eddie                    |                                     |

### Tv
| År            | Titel                             | Rolle                         | Noter                               |
| ------------- | --------------------------------- | ----------------------------- | ----------------------------------- |
| 1993          | Almost Home                       | Tommy Tom                     | Episode: "Hot Ticket"               |
| 1993          | The X-Files                       | Agent Tom Colton              | Episode: "Squeeze"                  |
| 1993          | Northern Exposure                 | Judd Bromell                  | Episode: "Baby Blues"               |
| 1993          | And the Band Played On            | Bobbi Campbell                | Television film                     |
| 1995          | Medicine Ball                     | Dr. Danny Macklin             | 9 episodes                          |
| 1996          | Public Morals                     | Ken Schuler                   | 13 episodes                         |
| 1998          | A Bright Shining Lie              | Steven Burnett                | Television film                     |
| 1998          | Felicity                          | Eddie                         | Episode: "Friends"                  |
| 1999          | The Practice                      | Dickie Flood                  | 5 episodes                          |
| 2001–05       | Grounded for Life                 | Sean Finnerty                 | 91 episodes                         |
| 2003–05       | Skadestuen                        | Chuck Martin                  | 11 episoder                         |
| 2007          | The Knights of Prosperity         | Eugene Gurkin                 | 13 episodes                         |
| 2007          | Monk                              | Gully                         | Episode: "Mr. Monk Is Up All Night" |
| 2008–09       | Life                              | Captain Kevin Tidwell         | 11 episodes                         |
| 2010          | Terriers                          | Hank Dolworth                 | 13 episodes                         |
| 2011          | House                             | Cyrus Harry                   | Episode: "Changes"                  |
| 2012          | Royal Pains                       | Ernie McGillicuddy            | 2 episodes                          |
| 2012–13       | Sons of Anarchy                   | Lee Toric                     | 7 episodes                          |
| 2013          | Copper                            | General Brendan Donovan       | 12 episodes                         |
| 2013–14       | Vikings                           | King Horik                    | 12 episodes                         |
| 2014–15, 2022 | Law & Order: Special Victims Unit | Lt./Capt. Declan Murphy       | Recurring, seasons 15–17, 23        |
| 2014–19       | Gotham                            | Harvey Bullock                | 97 episodes                         |
| 2019          | Stumptown                         | Private Detective Artie Banks | 2 episodes                          |
| 2020          | The Unicorn                       | Denny                         | Episode: "The Client"               |
| 2020          | Dummy                             | Dan Harmon                    | 10 episodes                         |
| 2021          | Departure                         | Sheriff McCullogh             | 6 episodes                          |
| 2021          | What We Do in the Shadows         | Donal Logue                   | 2 episodes                          |
| 2022–23       | The Equalizer                     | Colton Fisk                   | 2 episodes                          |
| 2023          | Sisters                           | Jimmy                         | 2 episodes                          |
| TBA           | Duster                            | Sergeant Groomes              | Kommende tv-serie                   |